# Gobbi Henrik
Gobbi Henrik (Enrico Gobbi-Ruggieri, Gobby Henrik Alajos Béla; Pest, Józsefváros, 1841. június 7. – Budapest, Lipótváros,  1920. március 20.) zongoraművész, Gobbi Alajos hegedűpedagógus bátyja.

## Élete
Gobbi Alajos (Luigi Gobbi-Ruggieri, szül. 1811. ápr. 21.), mantovai származású hegedűművész és Roth Mária bécsi énekesnő gyermekeként született. Szerény anyagi körülmények között nevelkedett, tízévesen kezdett el tanulni zongorázni egy bérelt hangszeren. Tanárai között voltak Thern Károly, Volkmann Róbert és Dunkl Nepomuk János, aki az általa megrendezett estélyeken és hangversenyeken szerepeltette növendékét. Miután Dunkl Bécsbe költözött, Gobbi nehéz anyagi helyzetbe került, zongoraleckéket adott, hogy szobát és hangszert tudjon bérelni. 1858-ban tartotta első nyilvános hangversenyét a Zeneakadémián, számtalanszor fellépett az Európa Szállóban is. Zongoraművészi pályájánál fontosabb szerepet játszott a zenetanítás. Az 1860-as években sem javult nehéz anyagi helyzete, így továbbra is zongoraórákat adott, többek között Acsán a báró Prónay családnál két ízben is: 1859-ben és 1861-ben; itt születtek első zeneművei is. Az évtized közepére összeszedett annyi pénzt, hogy Bécsbe utazhatott egykori mesteréhez, Dunklhoz. Itt találkozott Brahms-szal, Herbeckkel, Hellmesbergerrel, valamint Anton Rubinsteinnel is. Rubinstein és Carl Tausig hatást gyakoroltak zongoratechnikájára. Miután visszatért Pestre, újból komponálni és tanítani kezdett. Az egyik ekkor szerzett trióját Volkmann Róbertnek is megmutatta, akitől zeneszerzést tanult.
1866-ban megpályázta a Nemzeti Zenede zongoratanári állását (melyről Thern Károly előzőleg lemondott), azonban zsenge kora miatt nem nyerhette azt el. 1867-ben kiadója, Kugler László javaslatára hallgatva néhány művét elküldte Liszt Ferencnek Rómába, a mester pedig válaszlevelében kedvezően értékelte azokat. Gobbi 1870-től tanított a Budai Zeneakadémián, 1877/78-tól a Zeneakadémia rendes, majd 1879 őszétől 1889-ig rendkívüli tanáraként működött, 1888-ban helyettesítette az akkor betegeskedő Erkel Ferencet. 1881-ben Trefort Ágoston miniszter oktatói munkájának elismerése gyanánt 200 forint jutalmat utalt ki számára. 1886. április 3-án, alkotói munkássága negyedszázados évfordulójának tiszteletére a Zeneakadémián ünnepi hangversenyt rendeztek. 1911-től a Fodor Zeneiskola tanára volt. Zongoraműveit magyaros romantikus stílusban írta. Neje Frömmel Alojzia Terézia Natália volt.

## Művei
- Szózat (1867);
- Koronázási induló (1867);
- Liszt kantáta (1873);
- zongoraművek;
- kétzongorás átiratok Bach; Liszt; Mendelssohn; Schumann stb. műveiből.